# 長国寺 (長野市)
長国寺（ちょうこくじ）は、長野県長野市松代町松代にある曹洞宗の寺院。山号は真田山。本尊は釈迦牟尼仏。松代藩真田家の菩提寺。創建当時は総門、禅堂、開山堂、江湖寮（3棟）、衆寮、庫裏など東西におよそ130m、南北に260mという広大な敷地に偉容を誇っていた。

## 歴史
この寺は、天文16年（1547年）真田幸隆が開基となり伝為晃運を開山として信濃国小県郡真田（現在の長野県上田市真田町長（さなだまちおさ））に建立した長谷寺に始まる。江戸時代に入り真田信之が元和8年（1622年）信濃国埴科郡松代に移されると、当時の長谷寺の住職を開山として松代に建立されたのがこの寺である。真田家からは黒印地として200石が与えられていた。
寛永5年（1628年）には信濃国における曹洞宗の僧録所となり、禅僧の修行道場でもあった。慶安2年(1649年）には江戸幕府からも朱印地100石が安堵された。当初は七堂伽藍が立ち並んでいたが、享保2年（1717年）の大火で全焼。寛保2年（1742年）の大洪水（戌の満水）で本堂が大破するなどしたが、文化7年（1810年）復元された。しかし、明治5年（1872年）本堂から出火し、寺宝・経巻・文書などほとんどを焼いてしまった。現在の本堂は明治19年（1886年）に再建された。庫裏は当時廃校になっていた旧松代藩の文武学校の槍術所を移築したものであったが、文武学校の完全復元のため旧地に再移築し、平成9年（1997年）新しい庫裏が建設された。
このように何回か災害にあったが、霊屋は離れた場所にあったため、江戸時代に建てられた5棟の霊屋全部が幕末まで残り、うち真田信之（松代藩初代藩主）、真田幸道（3代藩主）、真田信弘（4代藩主）の霊屋3棟は長国寺に現存する。真田信之霊屋は万治3年（1660年）の建立とされ、入母屋造で正面に千鳥破風と軒唐破風付きの向拝を設けている。建物内外を極彩色と装飾彫刻で飾っており、表門とともに国の重要文化財に指定されている。真田信弘霊屋は元文元年（1736年）の建立とされ、方三間、宝形造、向拝付の簡素な建築で、表門とともに長野県宝に指定されている。
本堂裏にある開山堂（長野県宝）は、もとは真田幸道霊屋として建てられたが、明治19年（1886年）の本堂再建の際に移築された。方三間、宝形造で、回縁と前面の向拝は撤去されている。表門は西寺尾典厩寺に移された。このほか2代藩主信政の霊屋と表門は、昭和27年（1952年）清野（長野市松代町）の林正寺に移築され、同寺の本堂およびと門として現存する。なお、幸道の母松寿院の霊屋は御安町（長野市松代町）の孝養寺の本堂として移築後、明治24年（1891年）焼失した。真田信之霊屋の裏手が真田家墓所となっており、入部以来の歴代当主とその家族の墓や真田幸隆・信綱・昌幸3代の供養塔、大正時代に建立された真田信繁（幸村）・大助父子の供養塔が立ち並んでいる。松代藩の家臣などの墓も多く、次席家老小山田家累代の墓（真田信之の姉・村松殿の墓は夫・小山田茂誠と並んで建てられている）や家老勝手係恩田民親の墓、幕末の家老真田志摩の墓、中級武士長谷川昭道の墓、囲碁の名人関山仙太夫の墓、早撃ち銃考案の片井京助の墓、エノキタケの栽培に成功した長谷川五作の墓がある。

### 沿革
- 1547年（天文16年） 真田幸隆が開基となり伝為晃運を開山として信濃国小県郡真田（現在の長野県上田市真田町）に長谷寺を建立
- 1622年（元和8年） 真田信之が信濃国埴科郡松代に移されると、当時の長谷寺の住職を開山として松代に建立
- 1660年（万治3年） 真田信之霊屋建立、真田信政霊屋建立
- 1727年（享保12年） 真田幸道霊屋建立
- 1736年（元文元年） 真田信弘霊屋建立
- 1742年（寛保2年） 戌の満水で本堂大破
- 1803年（享和3年） 霊屋、鐘楼を残し大火で全焼
- 1810年（文化7年） 伽藍修復される
- 1872年（明治5年） 霊屋を残し大火で全焼
この頃、松寿院霊屋は御安町（長野市松代町）の孝養寺の本堂として移築
- 1886年（明治19年） 真田幸民により再建される
- 1952年（昭和27年） 真田信政霊屋、清野の林正寺本堂として、表門とともに移築
- 1966年（昭和41年） 真田信弘霊屋が長野県宝に指定される
- 1967年（昭和42年） 恩田木工民親の墓が長野市の史跡に指定される
- 1976年（昭和51年） 真田信之霊屋が国の重要文化財に指定される
- 1979年（昭和54年） 真田信之霊屋の保存修理工事が実施される
- 1983年（昭和58年） 真田信弘霊屋の保存修理工事が実施される
- 1987年（昭和62年） 松代藩真田家墓所が国の史跡に指定される
- 1997年（平成9年） 文武学校槍術所を復元のため、庫裏を移築して新築

## 文化財

### 重要文化財（国指定）

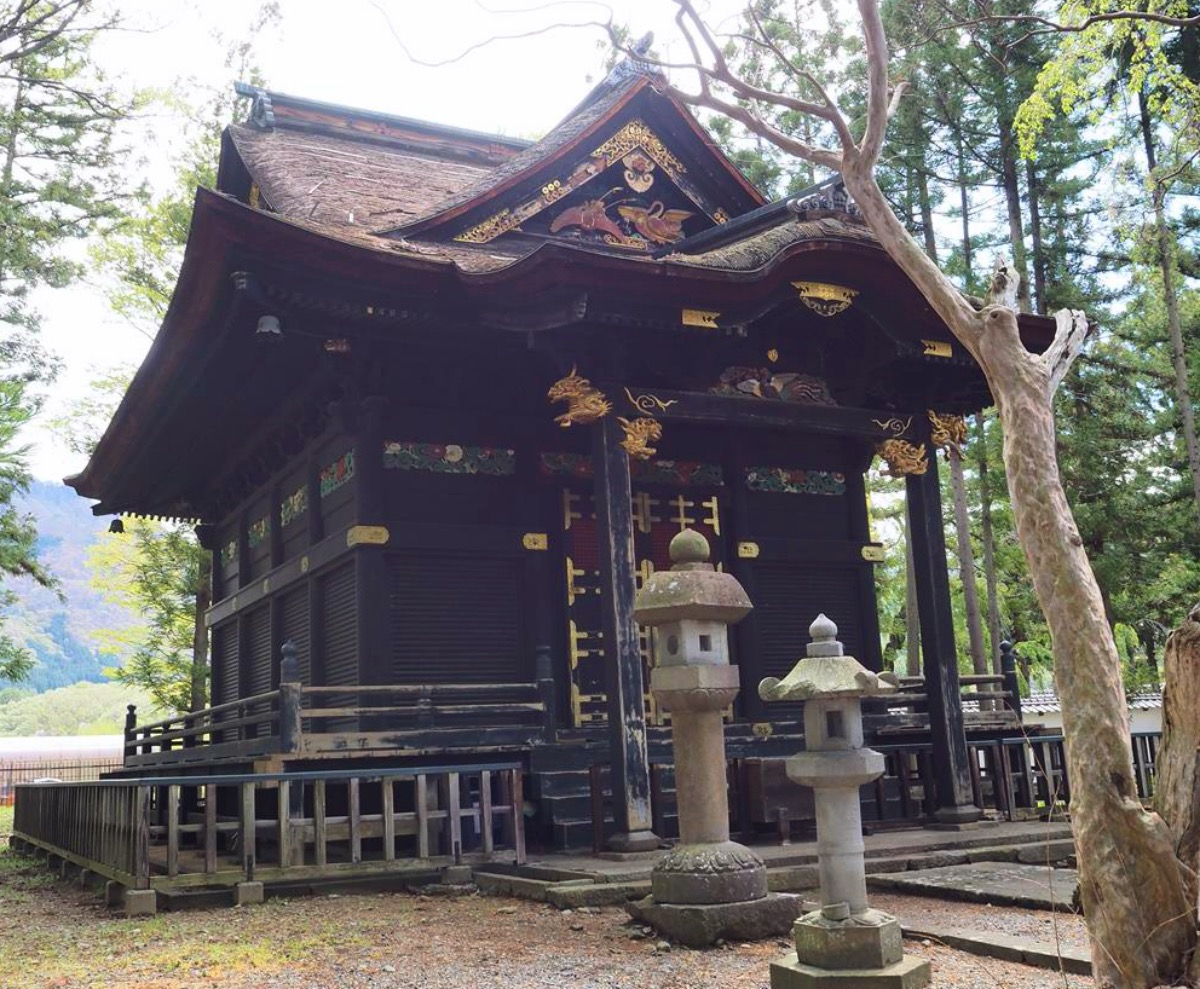
真田信之霊屋

- 真田信之霊屋（宝殿、表門）

万治3年（1660年）の建立。建物は個人所有で、文化財保護法の規定に基づき、長国寺が重要文化財の管理団体に指定されている。

### 史跡（国指定）
- 松代藩真田家墓所

### 長野県宝
- 開山堂（もと真田幸道霊屋）
- 真田信弘霊屋及び表門

### 長野市指定史跡
- 恩田木工民親の墓（宝篋印塔）